# Man of the Century

Man of the Century est un film américain d'Adam Abraham sorti en 1999.

## Synopsis
Johnny Twennies, journaliste à New York, est un jeune homme enjoué, sympathique et honnête qui n'a pas conscience des changements technologiques ou sociaux des 70 dernières années. Il mène une vie anachronique pour le plaisir et le désespoir de sa petite amie : il envoie régulièrement des télégrammes, utilise une machine à écrire et un grille-pain... Un jour, il est menacé par des criminels qui veulent diffuser de fausses nouvelles. Mais ils n'ont jamais rencontré quelqu'un comme lui auparavant.

## Fiche technique
- Titre : Man of the Century
- Réalisation : Adam Abraham
- Scénario : Adam Abraham et Gordon Frazier
- Directeur de la photographie : Matthew Jensen
- Musique : Michael Weiner
- Format image : Noir et blanc - 1.85 : 1 - 35 mm
- Procédé son : Dolby
- Genre : Comédie
- Pays :  États-Unis
- Durée : 77 minutes (80 minutes au Slamdance Film Festival)
- Année : 1998
- Date de sortie en salles : 
  -  États-Unis: 24 janvier 1999 (première au Slamdance Film Festival), 29 octobre 1999 (premières à Los Angeles et New York)

## Distribution
- Gordon Frazier : Johnny Twennies
- Cara Buono : Virginia Clemens
- Ian Edwards : Clarence
- Brian Davies : Victor Young
- Susan Egan : Samantha Winter
- Yul Vazquez : Brooding Artist
- Dwight Ewell : Richard Lancaster
- David Margulies : Mr. Meyerscholtz
- Kevin Weisman : Squibb
- Anthony Rapp : Timothy Burns
- Ken Leung : Mike Ramsey